# Südafrikanische Badmintonmeisterschaft 1982
Die Südafrikanische Badmintonmeisterschaft 1982 fand vom 5. bis zum 12. September 1982 statt. Es war die 32. Austragung der nationalen Titelkämpfe im Badminton in Südafrika.

## Sieger und Platzierte
| Disziplin    | Gold                            | Silber                     | Bronze                            |
| ------------ | ------------------------------- | -------------------------- | --------------------------------- |
| Herreneinzel | Alan Phillips                   | Johan Bosman               | Johan Croukamp                    |
| Herreneinzel | Alan Phillips                   | Johan Bosman               | Sarel Deyzel                      |
| Dameneinzel  | Gussie Phillips                 | Karen Glenister            | Marianne van der Walt             |
| Dameneinzel  | Gussie Phillips                 | Karen Glenister            | A. Pistorius                      |
| Herrendoppel | Alan Phillips Kenneth Parsons   | Nico Meerholz Johan Bosman | Sarel Deyzel R. McLean            |
| Herrendoppel | Alan Phillips Kenneth Parsons   | Nico Meerholz Johan Bosman | John Abrahams Gordon McMillan     |
| Damendoppel  | Gussie Phillips Tracey Phillips | Karen Glenister B. Martin  | A. Pistorius S. Dunt              |
| Damendoppel  | Gussie Phillips Tracey Phillips | Karen Glenister B. Martin  | Ann Parsons Marianne van der Walt |
| Mixed        | Alan Phillips Gussie Phillips   | Nico Meerholz B. Martin    | Sarel Deyzel M. Prinsloo          |
| Mixed        | Alan Phillips Gussie Phillips   | Nico Meerholz B. Martin    | Kenneth Parsons Ann Parsons       |